# Astrid Carolina Herrera
Astrid Carolina Herrera Irazábal (Yaracuy, 23 de junho de 1963) é uma atriz, modelo e rainha da beleza venezuelana eleita Miss Mundo 1984.
Ela foi a terceira de seu país a vencer este concurso, tendo sido precedida por Carmen Susana Dujim Zubillaga em 1955 e Pilin León em 1981.

## Biografia
Em seu Instagram, Astrid se descreve como "Miss Mundo 1984. Atriz e apresentadora. Mamãe."
Foi após ser Miss Mundo que ela começou sua carreira na TV. "Ela nem sempre esteve no mundo da atuação. Por certo, ela ficou conhecida ao ganhar o Miss Mundo", escreveu a revista People em 2018.

## Participação em concursos de beleza

### Miss Venezuela 1984
Em maio de 1984, no Miss Venezuela, Astrid, que representava Miranda, ficou em segundo lugar, com isto garantindo o direito de ir ao Miss Mundo em 1984.

### Miss Mundo 1984
Em Londres, no dia 15 de novembro de 1984, Astrid venceu o Miss Mundo 1984 ao derrotar outras 71 concorrentes. 

## Vida após os concursos de beleza

### Vida pessoal
Ela já se divorciou duas vezes. Seu primeiro casamento foi com o militar Edgar Ignacio Padrón Godoy, no ano de 1988, mais o casal se divorciou em 2001. Seu segundo casamento foi em 2002, com o jogador de beisebol venezuelano Antonio Álvarez, que era 16 anos mais velho que ela e do qual se divorciou em 2003.
Foi mãe em 2014, quando já tinha 50 anos de idade, de uma menina chamada Miranda Carolina Herrera Irazábal. "A ex-Miss Mundo terá uma menina após vários intentos falidos de fecundação in vitro", escreveu o Notimérica.
Em novembro de 2019, ela revelou o porquê de ter deixado a Venezuela em 2017. "Houve um intento de por certas forças de segurança para entrar na minha casa. Na minha casa se encontrava minha filha. Desde este episódio decidi ir- me 6 meses da Venezuela”. disse ao Gossip Vzla.
A mesma publicação ela também disse que em 2016 teve um tumor no olho e que o médico disse que ela poderia ficar cega. No entanto, a cirurgia transcorreu bem. 

### Carreira como atriz
Astrid é considerada um ícone das telenovelas venezuelanas. Um de seus papéis de destaque foi a personagem Altagracia del Toro, na telenovela da RCTV "La Mujer de Judas". Astrid também já ganhou vários prêmios como atriz na Venezuela e México e já trabalhou em telenovelas da Venevisión e da RCTV.
Astrid incursionou na atuação no ano de 1987 com a personagem Estefania na telenovela "Mi Amada Beatriz", onde representava uma garota de sociedade que fazia parte de um grupo de  jovens amigos rebeldes de classe média,. Posteriormente participou na telenovela "Abigail" com uma personagem pouco importante. Sua primeira protagonista foi na telenovela "Alma Mia" junto a Carlos Montilla, telenovela na qual ela substituiu a primeira protagonista, Nohely Arteaga, que abandonou o papel quando ficou grávida. Depois, durante os anos seguintes, participou de vários programas da RCTV e chegou a protagonizar também a telenovela "La Pasión de Teresa", junto a Carlos Mata.
Posteriormente assinou contrato com a Marte Televisão e participou de pequenos papeis, mas a grande oportunidade chegaou ao fazer parte do elenco da telenovela "A Loba Ferida", protagonizada por Mariela Alcalá e Carlos Montilla. Este, se supõe, foi o auge profissional de Astrid como atriz, pois o papel lhe exigiu se fazer passar por um homem e por uma bela cigana, à parte da personagem que em realidade representava, o de uma jovem rica sedenta de vingança. Esta telenovela foi exibida com grande sucesso na Espanha pelo canal Telecinco. Foi depois desta telenovela que Astrid consolidou-se como uma grande atriz venezuelana.
Em 1995 Astrid protagonizou a telenovela Morena Clara, ao lado de Luis José Santander e Gabriela Spanic, tendo esta telenovela sido exibida no Brasil pela Band em 1999. Em 2004 ela esteve no elenco de Sabor a Ti, onde atuou com Miguel de León.
Em 2007 Astrid voltou ao Teatro, após uma ausência de 23 anos, fazendo parte do elenco da peça teatral "Angústias da Média Idade" de Indira Páez, peça dirigida por Sebastián Falco e que se tornou uma obra de grande sucesso. Em 2008 trabalhou novamente junto a Sebastián Falco que a dirigiu. Em "Casal em Regra" atuou com Alejandro Coroa.
Segundo o IMDb, seus principais papéis foram em Mi amada Beatriz (1987), Amantes de Luna Llena (2000) e La muchacha Del Circo (1988).
Seu última novela foi La Viuda Joven, em 2011, e, em 2019 o La Prensa escreveu, no entanto, que "os fãs esperam que ela volte para as telenovelas".

#### Filmografia
- La Viuda Joven (2011) .... Ivana Humboldt de Calderón
- Arroz Con Leche (2007) .... Abril
- Sabor a Ti (2004) .... Raiza Alarcón de Lombardi
- Engañada (2003)
- La Mujer de Judas (2002) .... Altagracia del Toro
- Secreto de Amor (2001) .... Yesenia
- Amantes de Luna Llena (2000) .... Perla
- El Manantial (1996)
- Morena Clara (1995) .... Clara Rosa Guzmán
- Divina Obsesión (1992)
- Las Dos Dianas (1992) .... Jimena
- La Loba Herida (1992) .... Isabel
- Emperatriz (1990) .... Endrina / Eugenia
- Abigail (1988) .... Amanda
- Alma Mía (1988) .... Alma Rosa
- La Pasión de Teresa (1987) .... Teresa
- Mi Amada Beatriz (1987) .... Estefanía

#### Séries
- Decisiones (2007) .... Lucrecia

#### Teatro
- Lo que no te dijeron del sexo